# Veliki Trnovac
Veliki Trnovac (serbisch-kyrillisch Велики Трновац, albanisch Tërnoc/-i i Madhë) ist eine Kleinstadt in der Opština Bujanovac im Süden Serbiens. Sie wird nur von Albanern bewohnt und hatte im Jahr 2002 6762 Einwohner.
Der Ort grenzt unmittelbar westlich an Bujanovac an.

## Persönlichkeiten
- Nexhat Daci (* 1944), Politiker
- Šaip Kamberi (* 1964), Politiker
- Shefat Isufi, Profiboxer